# Aulus Umbricius Scaurus
Aulus Umbricius Scaurus est un entrepreneur de l'empire romain, actif à Pompéi au Ier siècle. Il est connu pour la production de garum et de liquamen, condiments à base de poisson fermenté très prisés dans la civilisation romaine.

## Éléments biographiques
Quelques éléments peuvent être réunis sur la vie de Aulus Umbricius Scaurus. 
La gens Umbricia  est relativement bien documentée, d'autres membres étant connus. Elle est d'origine plébéienne mais accèdera au rang sénatorial au IIe siècle. Le nom renvoie à une origine (réelle ou supposée) dans la région d'Ombrie.
La maison qu'il habitait a pu être identifiée (grâce aux mosaïques, notamment) sur le site de Pompéi. Elle se trouve en bord de mer, à l'extrémité ouest du site. Une épitaphe atteste qu'une statue équestre lui a été dédiée dans le forum de la ville, en reconnaissance de son succès commercial.

## Diffusion dugarumde Scaurus
De nombreuses amphores ont été découvertes à Pompéi, à Herculanum et aux alentours portant l'inscription ex officina scaurus (venant des entreprises de Scaurus). Les termes utilisés indiquent aussi que Scaurus était l'inventeur ou le détenteur d'une recette particulière de garum, dont les détails ne sont pas connus, en dehors du fait que le maquereau était son ingrédient principal.
L'étude des inscriptions sur les récipients, qui mentionne les gérants des établissements, a permis de montrer que Scaurus était à la tête d'une entreprise comprenant au moins six fabriques de garum distinctes, chacune gérée par un membre de sa famille, un employé ou un affranchi. On a aussi retrouvé les marques de Scaurus sur des récipients de sauce de poisson, d'une variété différente importée d'Hispanie, ce qui indique une double activité, de production et de distribution. Rien n'atteste cependant une importance du produit de Scaurus hors de la région de Pompéi, même si une cruche (urcei) portant son nom a été découverte à Fos-sur-mer. On sait cependant par ailleurs, via Pline l'Ancien, que le garum de Pompéi était réputé.